# Limbrichterveld

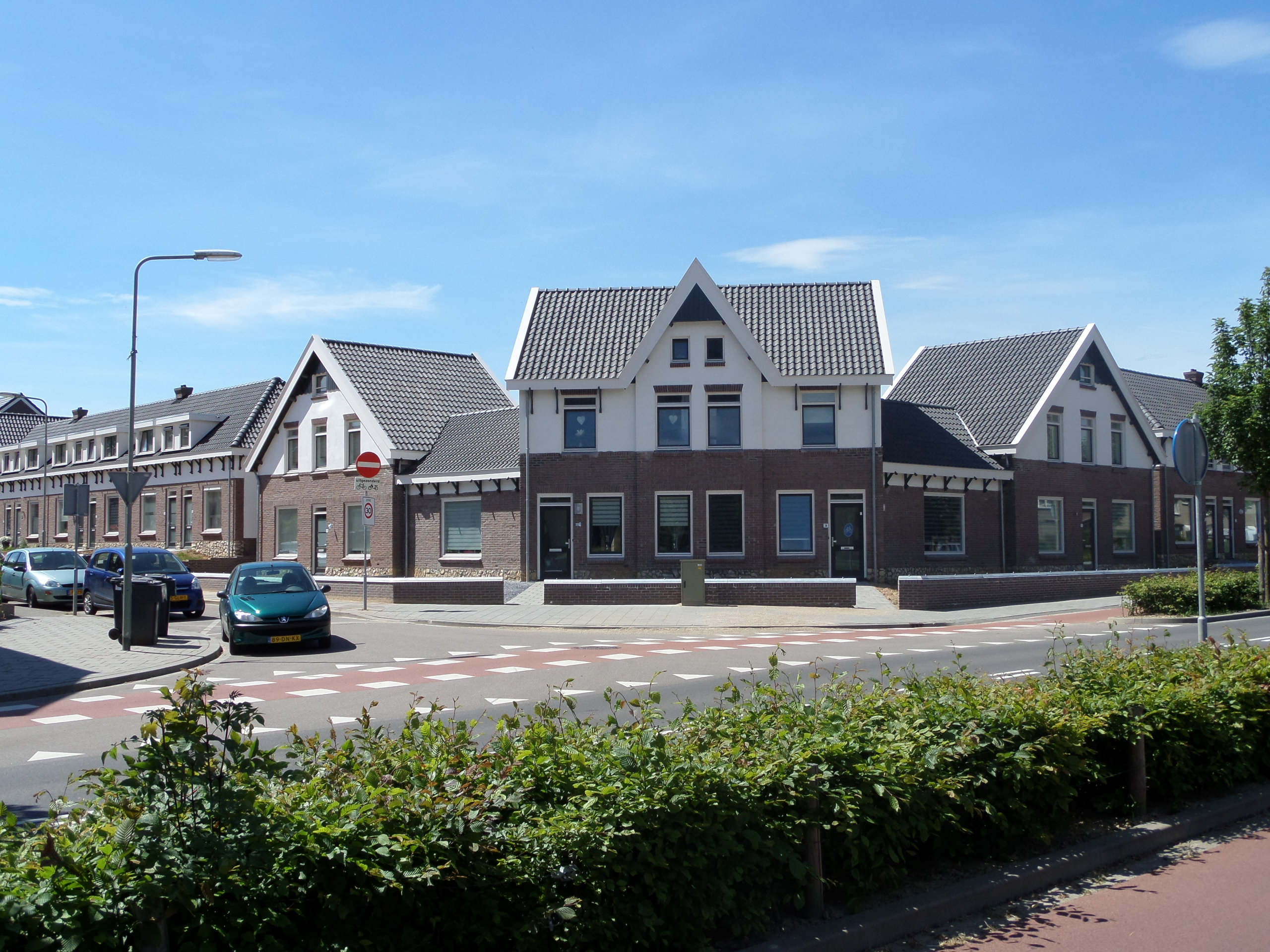
Industrieel erfgoed "De Spoorkolonie"

Limbrichterveld is een wijk in het westen van Sittard (gemeente Sittard-Geleen) in de Nederlandse provincie Limburg. Deze woonwijk is in de eerste helft van de twintigste eeuw ontstaan als arbeiderswijk voor de spoorwegarbeiders van het rangeerterrein in Sittard en is uitgegroeid tot een moderne stadswijk met circa 5.580 inwoners (in 2023).

## Ligging
Limbrichterveld is gelegen aan de noordelijke en westelijke stadsrand. Ten noorden van de wijk bevindt zich het natuurgebied Limbrichterbos. Verder wordt Limbrichterveld in het oosten begrensd door de spoorlijn Maastricht - Venlo, die de grenst vormt met het Industriepark Noord, de wijk Overhoven en het centrum. Het is de enige woonwijk van Sittard die ten westen van deze spoorlijn is gesitueerd. Zuidelijk van de wijk bevindt zich het Kantorenpark en het Handelscentrum Bergerweg en in het westen loopt de provinciale weg N276, die de grenst vormt met het dorp Limbricht. Midden door de wijk loopt een goederenspoorlijn die Sittard met het havengebied van Born verbindt.

## Geschiedenis
Tot in de eerste helft van de twintigste eeuw was het Limbrichterveld een open agrarisch gebied dat Sittard en Limbricht van elkaar scheidde en was hier nagenoeg geen bebouwing aanwezig. De eerste stadsuitbreidingen vonden hier plaats omstreeks het jaar 1900 als gevolg van de aanleg van een rangeerterrein in Sittard. De spoorwegarbeiders en machinisten die hier werkzaam waren werden in dit gebied gehuisvest in nieuwe arbeiderswoningen. Om het groeiende aantal arbeiders op te vangen werd hier later, tussen 1921 en 1924, tuindorp "De Spoorkolonie" aangelegd.
De voornaamste uitbreidingen vond in de tweede helft van de jaren 1960 en de eerste helft van de jaren 1970 plaats, met de bouw van twee nieuwe woonbuurten en vijf hoogbouwflats. Een deel van de oude Spoorkolonie heeft hiervoor plaats moeten maken. Bij deze stadsuitbreidingen is de "Auveleberg", vermoedelijk een Romeinse grafheuvel, geheel afgegraven. In de jaren 2000 verrees ten noorden van de goederenspoorlijn de nieuwbouwwijk "Hoogveld". Bij de aanleg van deze wijk is een grafveld uit de ijzertijd ontdekt met circa 120 begravingen.
In december 2012 is begonnen met de sanering van de oude Spoorkolonie omdat de woningen in slechte staat verkeerden. De karakteristieke voorgevels van de woningen zijn hierbij als industrieel erfgoed gespaard gebleven (façadisme).

## Kenmerken
Limbrichterveld wordt gekenmerkt als een zeer diverse wijk, met bebouwing uit verschillende periodes. Er zijn vier buurten te onderscheiden: "Hoogveld", met moderne nieuwbouwwoningen uit de jaren 2000; de "Generaalsbuurt" met galerijflats en rijtjeshuizen , de "Vogelbuurt" met rijtjeshuizen uit de jaren 1960-1970 en de "Spoorwegkolonie" met voor- en naoorlogse arbeiderswoningen. Verder zijn er in het zuidelijke deel van de wijk een aantal scholencomplexen te vinden.

## Voorzieningen
Limbrichterveld heeft een groot aantal voorzieningen, met op (inter)regionaal niveau de schoolgebouwen van ROC Leeuwenborgh (mbo), Trevianum Scholengroep (havo, vwo) en DaCapo College (vmbo). Voorheen was ook Zuyd Hogeschool (hbo) gevestigd in de wijk, deze is echter verhuis naar het centrum van Sittard. Er is verder een groot verpleeg- en verzorgingshuis, "Orbis Lemborgh". Ook is het station Sittard aan de rand van de wijk gelegen en heeft de wijk hierdoor een zeer goede bereikbaarheid. In de eerste helft van de twintigste eeuw was er een halte aan de tramlijn Roermond - Sittard, deze is in 1933-1935 omgebouwd tot de goederenspoorlijn Sittard - Born.
Op wijkniveau zijn er twee basisscholen, een in de Generaalsbuurt en een in Hoogveld. Verder bevindt zich midden in de wijk het "Winkelcentrum Limbrichterveld", met diverse winkels en horecagelegenheden en een rooms-katholieke parochiekerk, de "Pauluskerk". Het Limbrichterveld heeft een bruisend buurtcentrum waar voor alle culturen veel te doen is. Ook zijn er verschillende kleinere en grotere parken, waaronder de "Hof van Onthaasting" in Hoogveld.